# Sárkeresztúr
Sárkeresztúr é um município da Hungria, situado no condado de Fejér. Tem 46,75 km² de área e sua população em 2015 foi estimada em 2.555 habitantes.